# Izki
Izki  (إزكي in arabo), è una città nella regione di Ad Dakhiliyah nel nord-est dell'Oman.